# La Rada (álbum)
La Rada es el quinto disco solista de Rubén Rada, y el segundo editado en Argentina luego de La Banda (1980). Fue grabado en los estudios Ion de Buenos Aires a fines de 1980 y editado en 1981.

## Historia
La Banda, conjunto con el que tocaba Rada, se disolvió a finales de 1980. “Éramos todos solistas” recuerda Rada en una nota de 2004 para Página 12. Para la grabación de La Rada solo quedó el reconocido pianista Jorge Navarro en teclados, y Daniel Homer en guitarras, que había participado como músico invitado en la grabación de La Banda.
Rada volvió a grabar “Heloísa”, un tema clásico de su etapa en Totem, “Ayer te vi”, otro de sus clásicos, que había sido grabado para Radeces, disco que había sido editado solo en Uruguay, y "La Rada", tema que da nombre al disco y que también había formado parte de Radeces. En ambos casos el tema “La Rada” cierra los discos.
Los temas nuevos son "La fiesta del Rock", "Candombe pal Fatto" (dedicado a Hugo Fattoruso), "Adiós a la rama", "La gran ciudad", "Luna quieta" y "No te vayas, Francisquito". 
El pianista Jorge Navarro recuerda la grabación del disco en una nota para Página 12 de 2012:

En ese gran disco que fue La Rada, de 1981 yo toqué el piano en el tema “No te vayas, Francisquito”. Era la canción que le había escrito el Negro para el hijo de Hugo Fattoruso, que recién había nacido...

"No te vayas, Francisquito" es el tema de Rada que un periodista argentino le mostró a Paul McCartney. Años más tarde, el periodista uruguayo Daniel Figares le preguntó a Rada sobre esta cuestión y Rada respondió:

Un periodista de la revista Radiolandia fue a Estados Unidos porque quería saber qué opinaba McCartney del rock argentino, y yo en ese momento estaba dentro del rock argentino, pero mi canción era "No te vayas, Francisquito", con un candombe que volaba con toda la barra. Entonces McCartney escuchó mi canción, y lo que le dijo a los tipos fue 'el más auténtico de todo es éste', porque las canciones de Charly García, Porchetto, etcétera, si vos le ponías letra en inglés era música inglesa. Yo estaba tocando un candombe beatlero. Pero después tergiversaron las cosas y me querían endosar a mí que Paul McCartney había dicho yo era el mejor músico de Argentina, y yo me peleaba contra los periodistas. Les decía 'no sean malos, no dijo eso, dijo que era el más auténtico porque el rock mío es completamente diferente al que tocan los argentinos, nada más'.

En el disco toca el bajo Beto Satragni y colabora Hugo Fattoruso como invitado.
"Adiós a la rama" fue versionada por Ana Belén en su disco A la sombra de un león de 1988 y por el grupo Repique en su álbum Otra historia de 1995, y vuelta a grabar por Rada en su discos Alegre caballero (2002), Candombe Jazz Tour (2004) y Tango, milonga y candombe (2014). "Candombe pal Fatto" también fue regrabada para este último disco y para Montevideo (1996). Y en el álbum en vivo Concierto por la vida (1994) figura como "Candombe para Juana". En 2001, Federico García Vigil estrenó Variaciones sobre un tema de Rada, composición que fusiona "Candombe pal Fatto" con marcha camión de murga y elementos del Bolero de Ravel y de El pájaro de fuego de Stravinsky.
La Rada fue editado en su momento en vinilo y en casete, en Argentina y Uruguay, pero nunca ha sido reeditado en CD o vinilo.

## Lista de temas
Lado A
1. La fiesta del Rock
2. Ayer te vi
3. Candombe pal Fatto
4. Heloísa
5. Adiós a la rama

Lado B
1. La gran ciudad
2. Luna quieta
3. No te vayas, Francisquito
4. La Rada

## Ficha técnica
Ruben Rada: Voz y percusión
Daniel Homer: Guitarras
Beto Satragni: Bajo y coros
Jorge Navarro: Teclados
Horacio López: Batería

Músicos invitados
Hugo Fattoruso: Teclados
Alfredo Wolf: Trombón
Benny Izaguirre: Trompeta
Jaime Prats: Saxo 
Matosas y María Fernanda Rada: Coros
Autor y compositor: Ruben Rada
Productor ejecutivo: Óscar López